# ورود الحدائق
ورود الحدائق هو نوع نباتي هجين وشجيرات تزرع كنبات للزينة في الحدائق العامة أو الخاصة، وهي من أكثر النباتات 
المزهرة انتشارًا وشعبية في العالم، خاصة في المناخات المعتدلة. تم إنتاج أصناف عديدة من ورود الحدائق، خاصة خلال القرنين الماضيين، رغم أن الورود كانت معروفة في الحدائق لآلاف السنين قبل ذلك. يزرع هذا النبات عادة من أجل أزهاره، كما يزرع أحيانا من أجل التسييج.

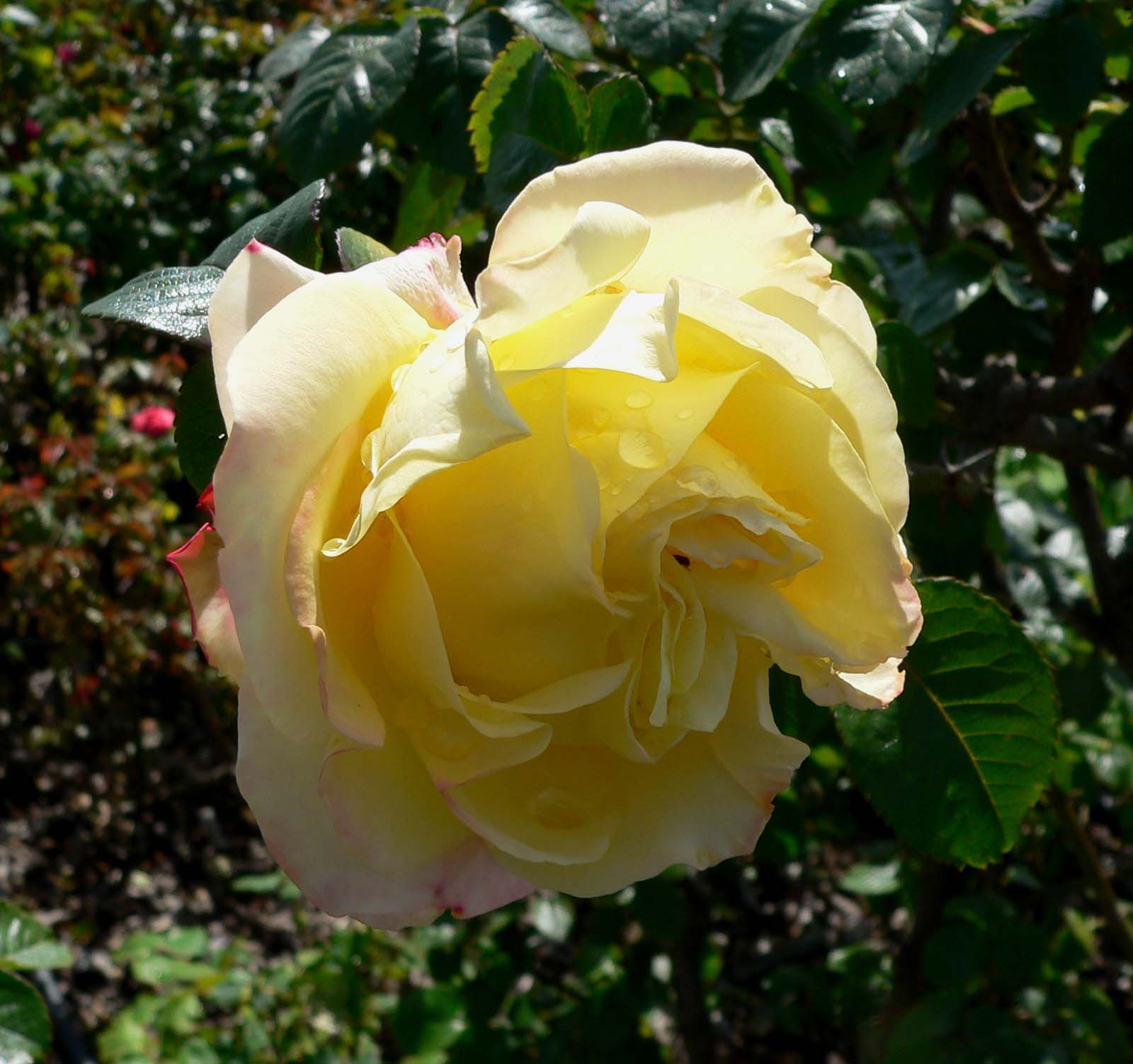
وردة الشاي الهجين ، "بير جينت"

## التاريخ
ظهر ورود الحدائق منذ حوالي 50 مليون سنة، تم العثور على أول وردة في الأمريكتين في ولاية كولورادو.  يُعتقد أن الورود نمت في العديد من الحضارات المبكرة منذ 5000 عام على الأقل. مثل بابل القديمة. تم اكتشاف آثار الورود في مقابر الأهرامات المصرية من القرن الرابع عشر قبل الميلاد. كما كانت تزرع في الحدائق الصينية والحدائق اليونانية منذ 500 سنة قبل الميلاد على الأقل.

## الألوان

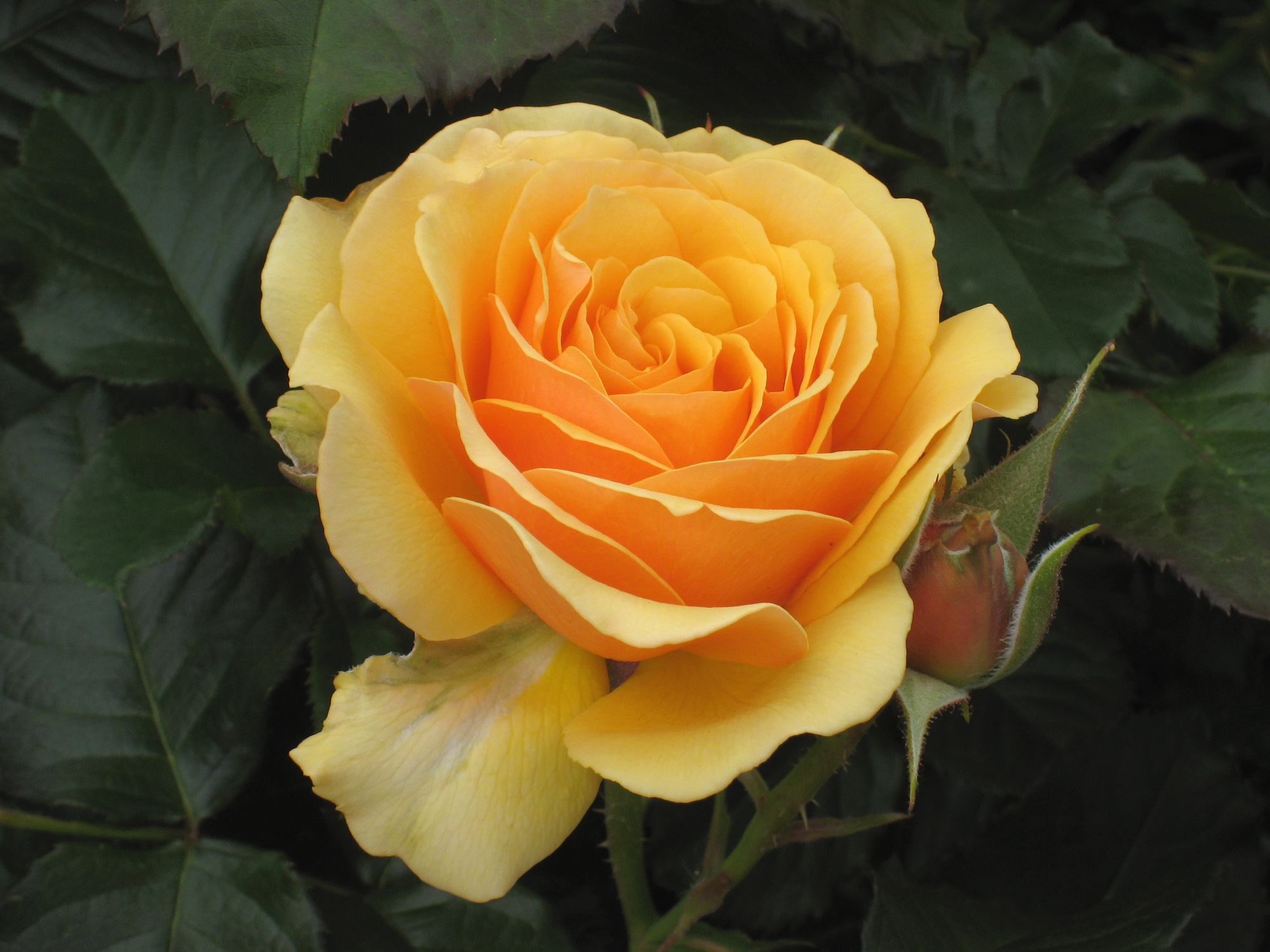
وردة بلون العنبر

الورود هي واحدة من أشهر شجيرات الحدائق في العالم ذات جاذبية. لديها مميزات ي تجعل المزارعين والبستانيين يختارونها لحدائقهم. مثل ألوان وأحجا زهورها الأكبر من معظم الأزهار في المناطق المعتدلة. تاريخيا، تمت زراعة أزهار الورد في عدد متنوع من الألوان، مثل الأصفر والبرتقالي والوردي والأحمر والأبيض، ومع ذلك، فإنها تفتقر إلى الصبغة الزرقاء التي تعطي لونًا أرجوانيًا أو أزرقًا حقيقيًا، وحتى القرن الحادي والعشرين، تم إنشاء جميع الزهور الزرقاء الحقيقية باستخدام شكل من أشكال الصبغة. الآن، من خلال التعديل الوراثي، نجحت شركة يابانية في إنشاء وردة زرقاء في عام 2004.

## التصنيف
لا يوجد نظام واحد لتصنيف ورود الحدائق. بشكل عام، يتم وضع الورود في واحدة من ثلاث مجموعات رئيسية: الورود البرية، ورود الحدائق القديمة، ورود الحدائق الحديثة. عادة ما يتم تقسيم المجموعتين الأخيرتين بشكل أكبر وفقًا للسلالة الهجينة. كما يستخدم عادة النمو وشكل الأزهار كوسيلة للتصنيف.

### الورود البرية

زهرة الربيع المزهرة 'Rosa Altaica' المزروعة بالليموم

تشمل الورود البرية، الأنواع الطبيعية وبعض سلالاتها الهجينة المباشرة. تشمل الورود البرية التي تزرع عادة في الحدائق روزا موشاتا («وردة المسك»)، روزا بانكسيا («وردة ليدي بانكس»)، روزا بيمبينيليفوليا («الوردة الأسكتلندية» أو «الوردة المحروقة»)، روزا روبيجينوزا، والورد الفارسي مثل «النحاس النمساوي» و«الفارسي المزدوج» و«الأصفر هاريسون». بالنسبة لمعظم هؤلاء، غالبًا ما تكون النباتات الموجودة في الزراعة مستنسخة ومنتقاة. الورود البرية هي شجيرات قليلة الصيانة بالمقارنة مع ورود الحدائق الأخرى، وعادة ما تتحمل التربة الرديئة وبعض الظل. لديهم عمومًا تدفق واحد فقط من الإزهار سنويًا، يوصف بأنه «غير متبقي»، على عكس الورود الحديثة المتبقية. بعض الأنواع لها أوراك ملونة في الخريف، مثل روزا فيرجينيانا

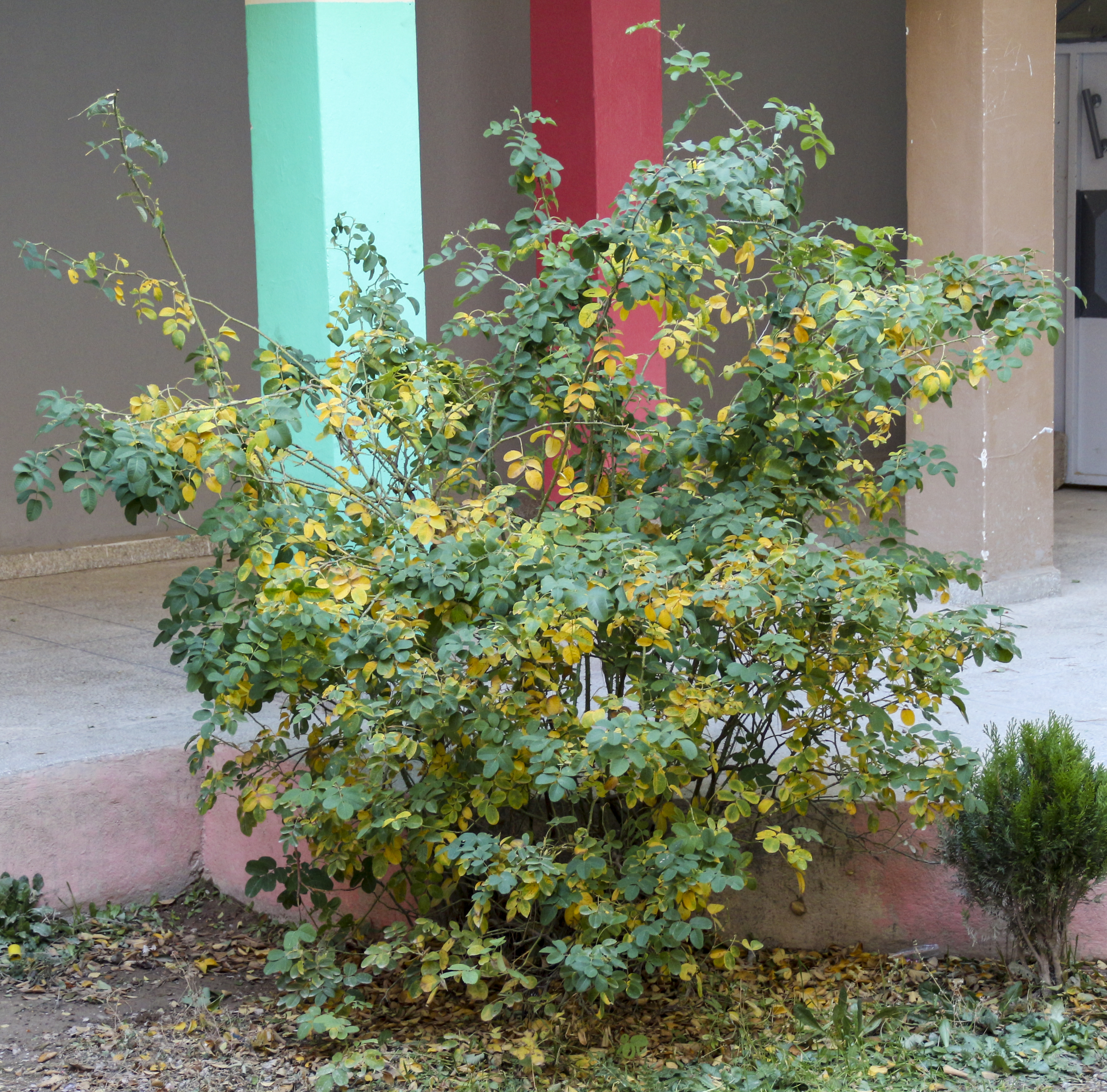
شجيرة ورود خلال فصل الخريف بالمغرب

### ورود الحديقة القديمة
تُعرَّف وردة الحديقة القديمة بأنها أي وردة تنتمي إلى فئة كانت موجودة قبل ظهور أول وردة حديثة، في عام 1867. تشمل المصطلحات البديلة لهذه المجموعة الورود التراثية والتاريخية. بشكل عام، فإن ورود الحديقة القديمة ذات الأصل الأوروبي أو البحر الأبيض المتوسط هي شجيرات خشبية مع أزهار عطرة مزدوجة الأزهار بشكل أساسي في ظلال من الأبيض والوردي والأحمر القرمزي. تميل أوراق الشجيرات إلى أن تكون شديدة المقاومة للأمراض، وهي تتفتح بشكل عام فقط من السيقان التي تكونت في السنوات السابقة. أدى إدخال ورود الصين من شرق آسيا حوالي عام 1800 إلى ظهور فئات جديدة من ورود الحديقة القديمة التي تتفتح غالبًا بشكل متكرر من الربيع إلى الخريف. يتم تصنيف معظم ورود الحديقة القديمة في إحدى المجموعات التالية.

#### ألبا روزا

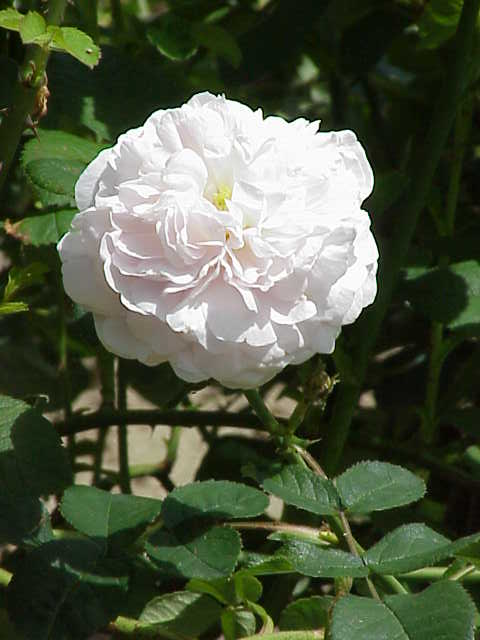
"Maiden's Blush" ، وردة ألبا (قبل 1400)

حرفيا «الورود البيضاء». تحتوي هذه المجموعة على بعض أقدم ورود الحديقة. تزهر الشجيرات مرة واحدة سنويًا في الربيع أو أوائل الصيف مع أزهار معطرة من اللون الأبيض أو الوردي الباهت. غالبًا ما يكون لديهم أوراق شجر رمادية وخضراء. ومن الأمثلة على ذلك «ألبا سيميبلينا» و «وردة يورك البيضاء».

#### جاليكا

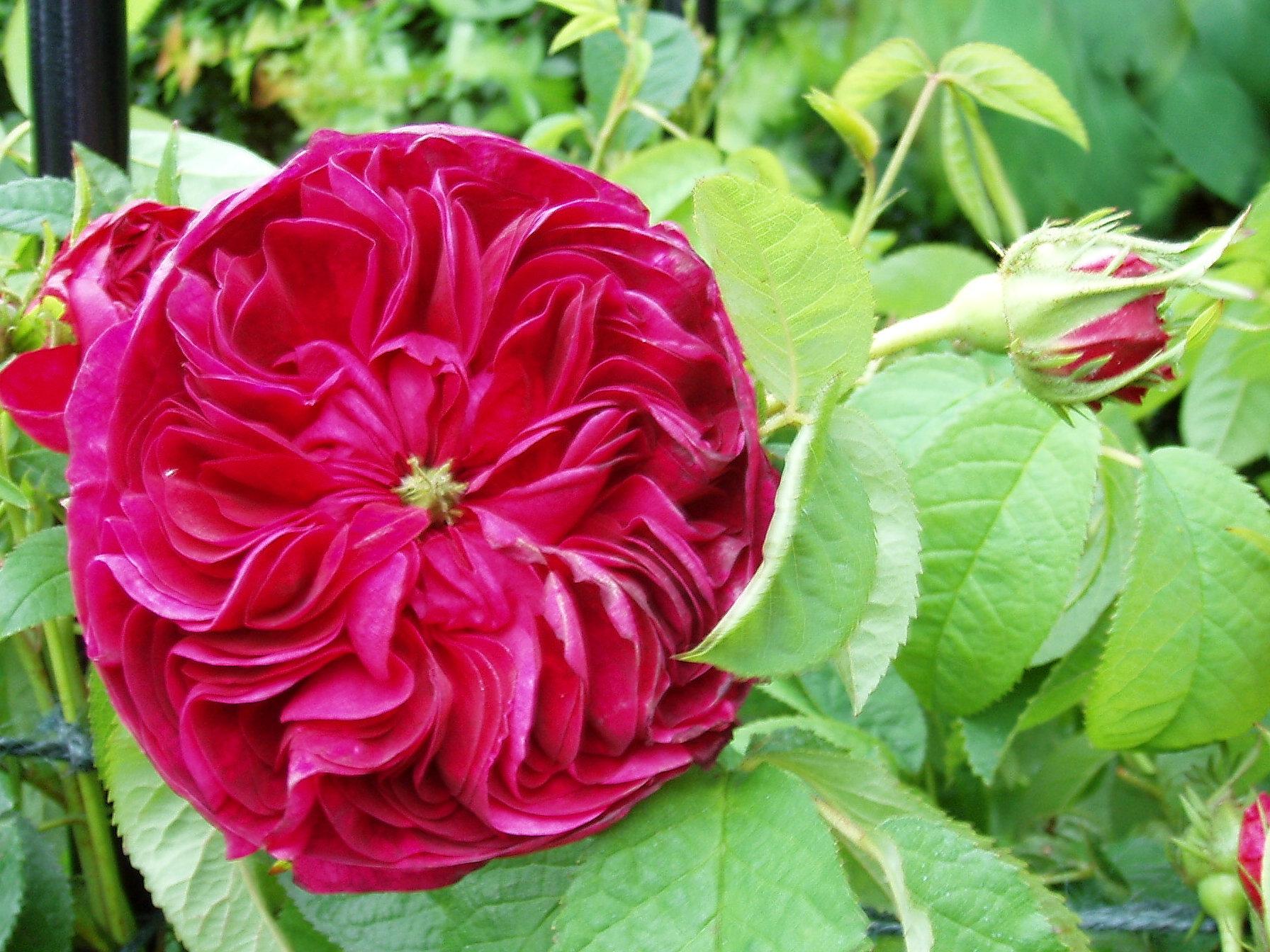
جاليكا "تشارلز دي ميلز" ، ما قبل عام 1790

مجموعة جاليكا هي فئة قديمة جدًا تم تطويرها من ورد فرنسي ، وهي موطنها الأصلي في وسط وجنوب أوروبا وغرب آسيا. نمت «الوردة الصيدلانية»، ، في العصور الوسطى في الأعشاب الرهبانية بسبب خصائصها الطبية المزعومة، واشتهرت في التاريخ الإنجليزي باسم الوردة الحمراء لانكستر. هي شجيرات نادرًا ما تنمو أكثر من 4 أقدام (1.25 مترًا) وتزهر مرة واحدة في الصيف. على عكس معظم ورود الحديقة القديمة الأخرى التي ازدهرت مرة واحدة، تشتمل الغاليكا على أصناف ذات أزهار بألوان الأحمر والمارون والقرمزي المسترجن.